# Pontozott repülőszöcske
A pontozott repülőszöcske (Phaneroptera nana) a fürgeszöcskék családjába tartozó, Európában, Nyugat-Ázsiában, Észak- és Dél-Afrikában, valamint Észak-Amerikában honos szöcskefaj.

## Megjelenése
A pontozott repülőszöcske testhossza a hím esetében 12-15 mm, a nőstény 15-18 mm, ehhez járul az 5-6 mm-es tojócső. Alapszíne világoszöld vagy kékeszöld, rajta sűrű, apró, rozsdabarna pontokkal. Csápja, lábai szintén zöldek. A torpajzs oldalsó lebenye kicsit rövidebb, mint amilyen magas. A hallónyílás ovális. Szárnyai jól fejlettek, a hátsók hosszabbak az elsőknél és a testen jelentősen túlnyúlnak. A hímek szárnytövén barnás-vöröses és zöld cirpelő berendezés található. A nőstény tojócsöve rövid, erősen, sarlószerűen hajlott; alsó éle a zöld repülőszöcskéhez képest íveltebb.
Ciripelése halk, hasonlít a zöld repülőszöcske énekéhez, de a cirpelések rövidebbek, frekvenciája alacsonyabb (14-22 kHz), így füllel jobban hallható. Késő estétől hajnalig, borús időben nappal is ciripel.

### Hasonló fajok
A zöld repülőszöcske és a zöld lombszöcske hasonlít hozzá.

## Elterjedése
Európában, Nyugat-Ázsiában és Észak-Afrikában őshonos, elsősorban a mediterrán térségben gyakori. Újabban az éghajlat melegedésével észak felé terjed. Kaliforniába és Dél-Afrikába behurcolták. Magyarországon sokfelé megtalálható.  

## Életmódja
Meleg, napos fekvésű erdőszéleken, cserjésekben, magaskórósokban, városi parkokban él. Főleg a növényzet magasabb rétegeiben mozog, gyakran mászik fákra. Elég jól repül. Növényevő. Főként éjjel aktív, alkonyatkor kezd ciripelni. A fényforrások vonzzák, házakba is berepülhet. 
Kifejlett egyedeivel júniustól novemberig találkozhatunk, augusztus-szeptemberben a leggyakoribb. A nőstény különféle növények leveleibe, a felső és alsó hámréteg közé rakja petéit. A lárvák tavasszal, kora nyáron kelnek ki. 

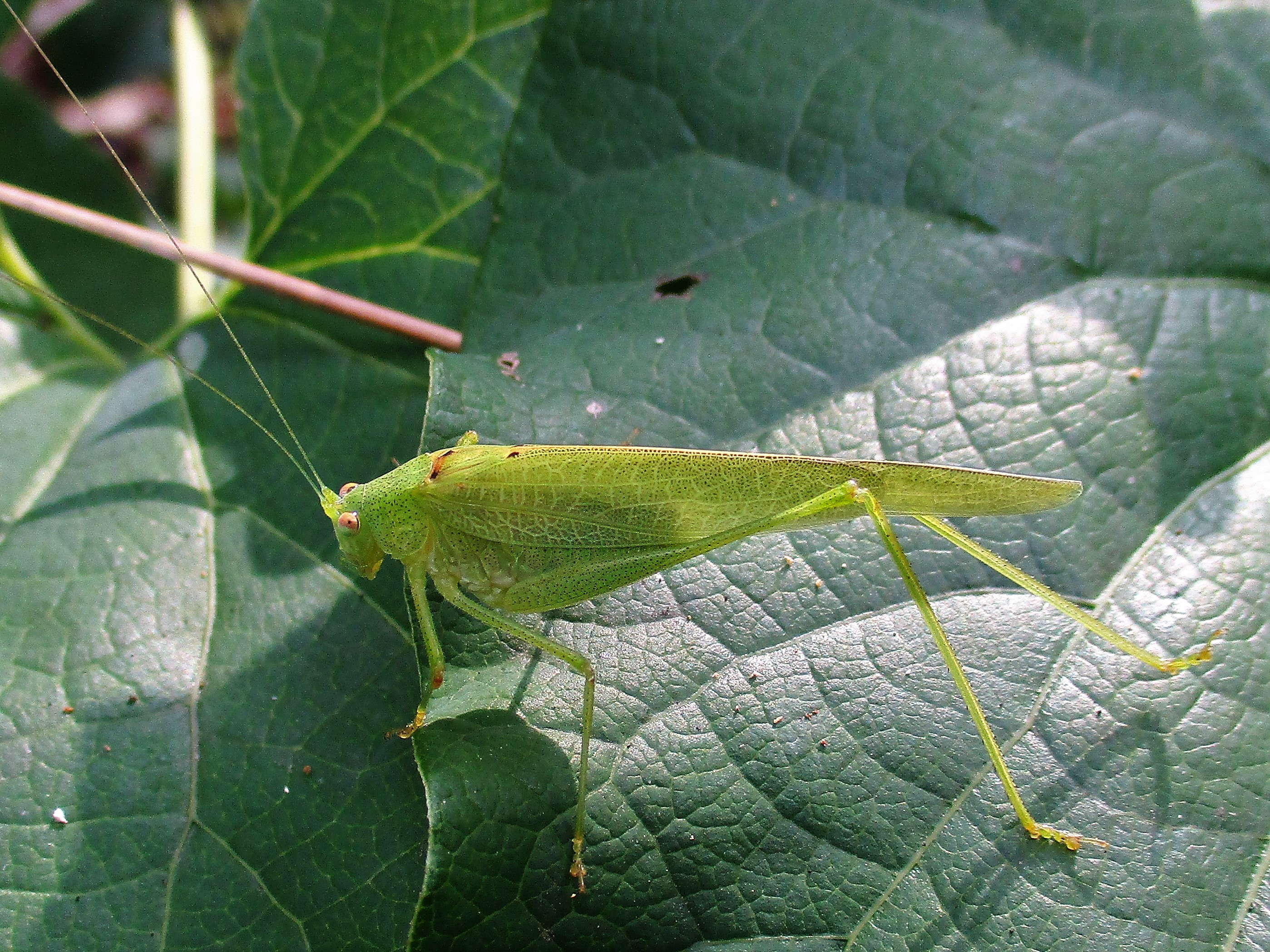
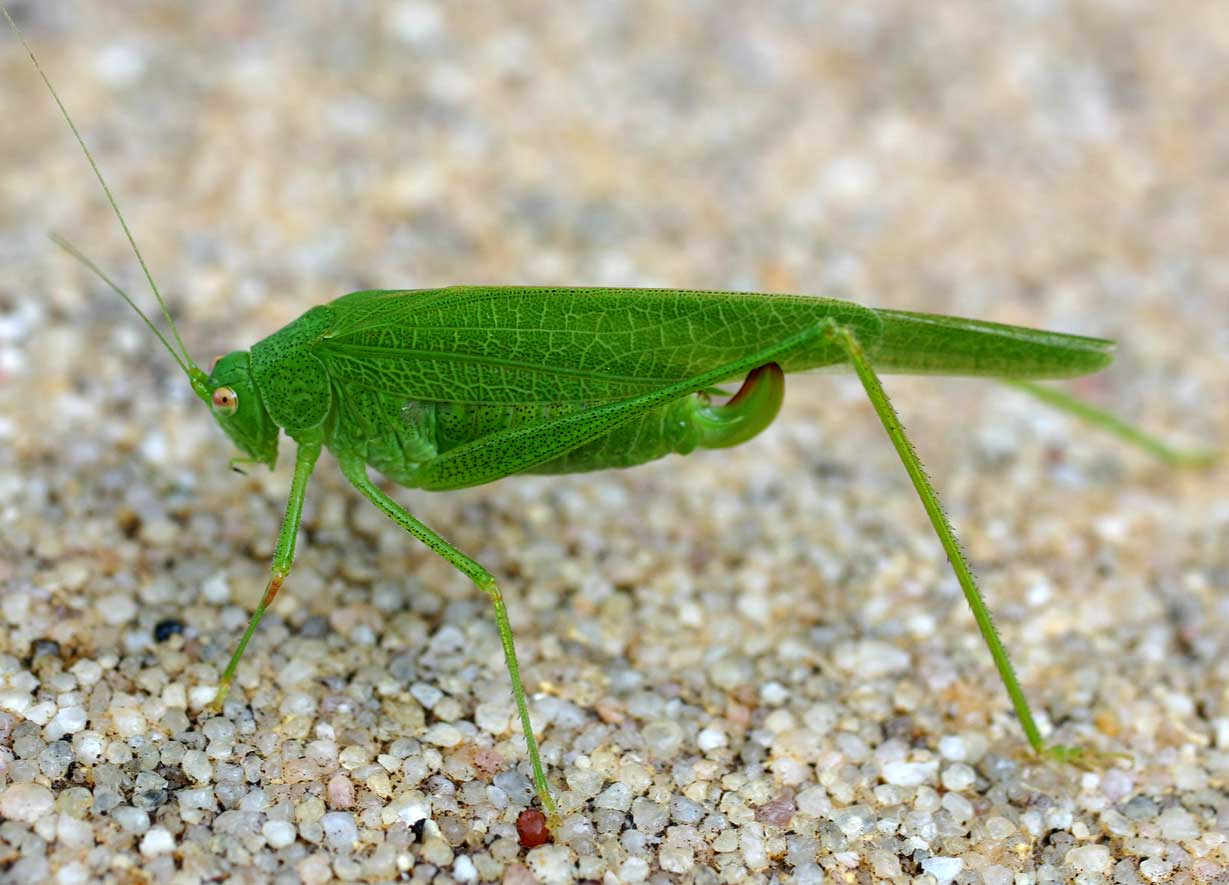
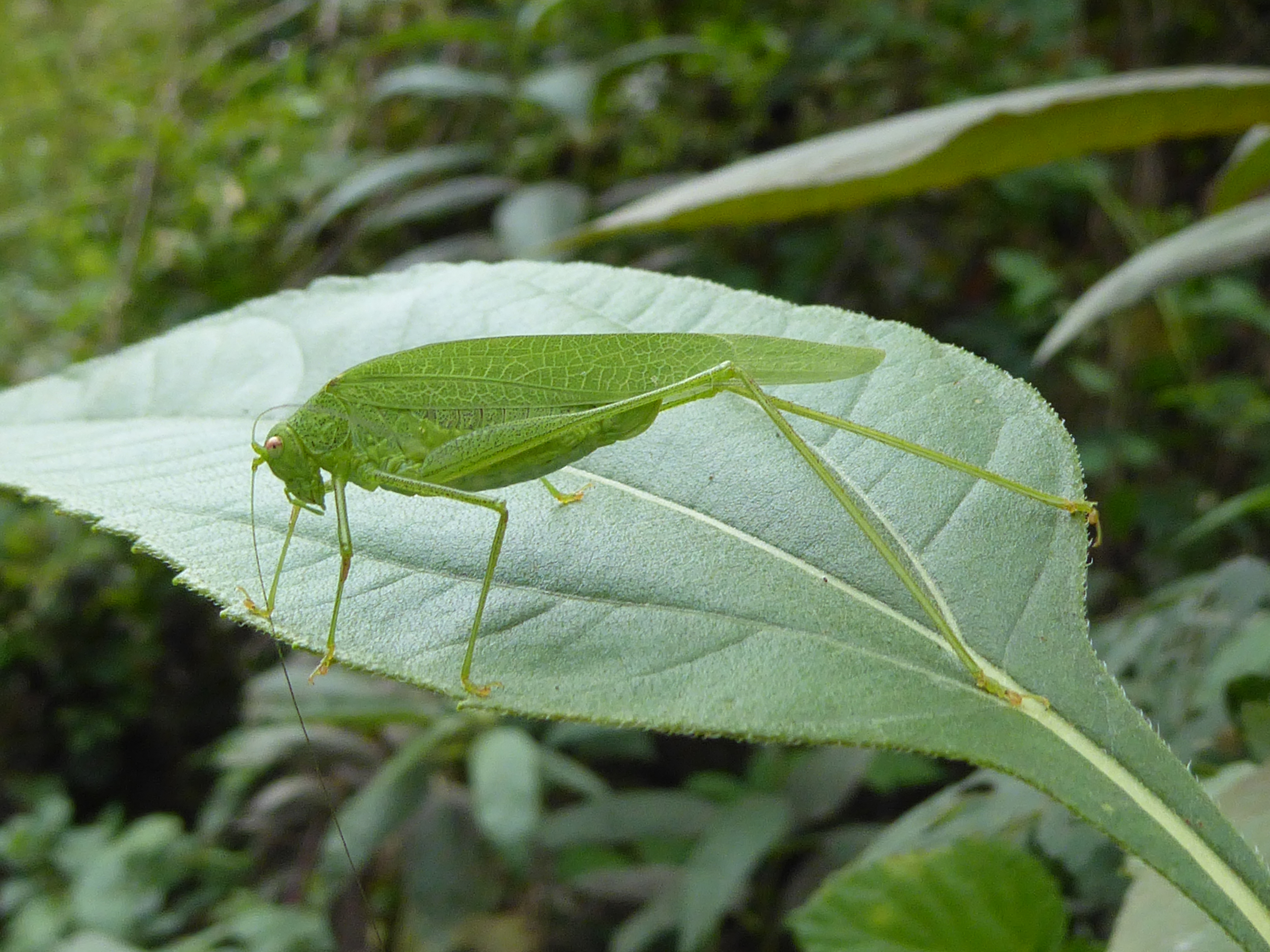
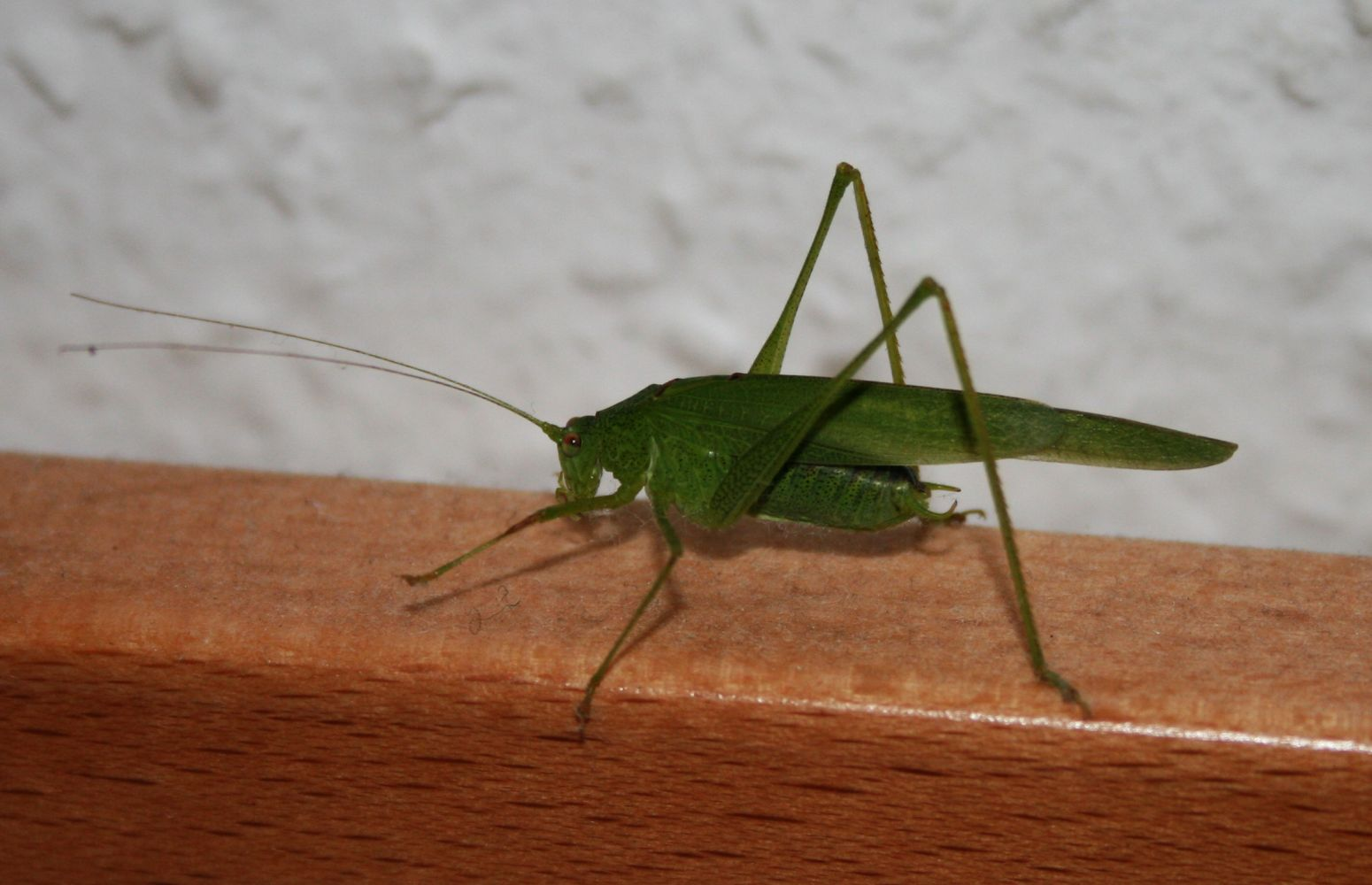
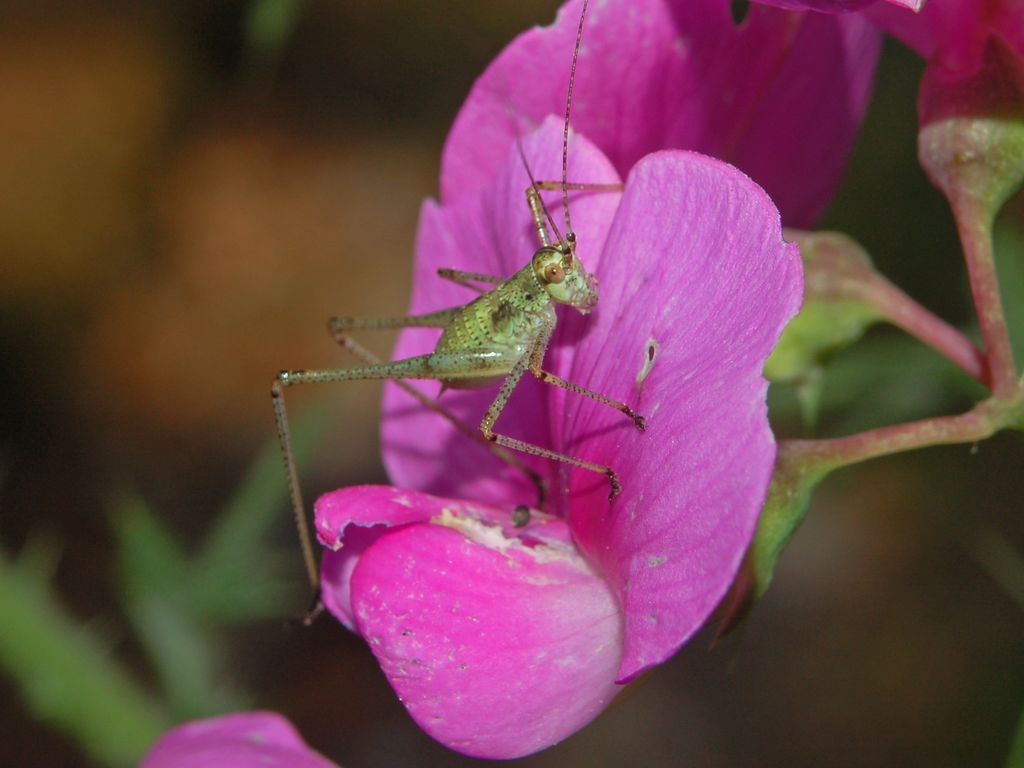

Magyarországon nem védett.